# محمد المصري (إمام)
محمد المصري، أستاذ جامعي كندي، إمام، من قادة الجالية الكندية المسلمة، ولد في 24 ديسمبر عام 1943. ولد في القاهرة بمصر، حصل على بكالوريوس العلوم عام 1965 من جامعة القاهرة. أكمل دراسته في كندا، في عام 1970، حصل على الماجستير في الهندسة الكهربائية من جامعة أوتاوا، كما حصل على الدكتوراه في الهندسة الكهربائية من نفس الجامعة في عام 1974. عمل في مجال تصميم الرقائق الرقمية المتكاملة لأكثر من أربعة عقود.
في الفترة ما بين عام 1965 وعام 1968، عمل محمد المصري في جامعة القاهرة، كما عمل في شركة بيل نورثرن ريسيرش في أوتاوا بكندا منذ عام 1972 وحتى عام 1974، منذ عام 1974، عمل في قسم الهندسة الكهربائية وهندسة الحاسبات في جامعة واترلو في أونتاريو حيث كان المدير المؤسس لمجموعة أبحاث VLSI Microchip.
يعتبر المصري متحدث رسمي باسم قضايا المسلمين من خلال المؤتمر الإسلامي الكندي، وهو مساهم منتظم في ذا جلوبال اند ميل. لفتت تصريحاته المتعلقة بالصراع الإسرائيلي الفلسطيني، اهتماما كبيرا في وسائل الإعلام الكندية. واتهم بعض خصومه بمعاداة الإسلام.
شارك محمد المصري وألف أكثر من 500 ورقة بحثية، 16 كتاب عن تصميم الدوائر المتكاملة وتصميم التشغيل الآلي، بالإضافة إلى امتلاكه العديد من براءات الاختراع. غير قيامه بتحرير عدة كتب لمعهد مهندسي الكهرباء والإلكترونيات هي الدوائر الرقمية المتكاملة MOS في عام 1981، أنظمة VLSI الرقمية في عام 1985، الدوائر المتكاملة الرقمية MOS II في عام 1991، تحليل وتصميم الدوائر المتكاملة BiCMOS في عام 1993.

## ظهور المصري في برنامج مايكل كورين شو
في مقابلة في 19 أكتوبر عام 2004، أجاب محمد المصري رئيس المنظمة الكندية الدولية بالإيجاب على سؤال مايكل كورين:
«هل كل شخص في إسرائيل بغض النظر عن الجنس، ممن تزيد أعمارهم عن 18 عاما هو هدف عسكري».
في وقت لاحق اعتذر محمد المصري عن تصريحاته، واصفا إياها ب أكبر خطأ خلال 30 عاما من الحياة العامة، وقدم استقالته، التي لم يقبلها مجلس إدارة المنظمة الكندية الدولية.
أدت قضية محمد المصري إلى انتقادات من وسائل الإعلام التي ركزت فيها بشكل كامل على تعليقات محمد المصري، بينما أهملت تعليقات آدم أبتويتزر مسؤول بناي بريث المثيرة للجدل، على نفس البرنامج، الذي صرح عندما تستخدم إسرائيل الإرهاب تدمر المنازل، تقنع الناس بالخوف من العواقب المحتملة، أود أن أقول أن هذا شيء كافي لترويع شخص ما. لم تحظ التصريحات بالاهتمام إلا بعد عدة أسابيع من البث، بعد اعتذار محمد المصري وتقديم استقالته، عندما سلط بيان صحفي صادر عن الاتحاد العربي الكندي الضوء عليها. بعد البيان الصحفي لـ CAF، تراجع أبتويتزر عن تعليقاته واستقال من منصبة في بناي بريث. قال جون فيري، محرر مدينة تورنتو ستار لجريدة أومبود في تورنتو ستار، كان لدينا جميعا بيضة على وجوهنا، كان الأمر محرجا لكل صحيفة في المدينة لعدم نشر القصة بأكملها منذ البداية. في رسالة إلى تورنتو ستار بعد تصريح جون فيري، اشتكى محمد المصري من هذه القضية.
«أشعلت وسائل الإعلام الكندية هجوما غير عادل ضد المؤتمر الإسلامي الكندي، أثناء التستر على التصريحات الفاضحة التي أدلى بها آدم أبتويتزر في نفس البرنامج، ثم رئيس مجلس إدارة بناي بريث في أونتاريو. بينما لم تشر أبدا إلى تصريحات أبتويتزر. فقد استخدمت وسائل الإعلام القصص الإخبارية والافتتاحيات والمقالات الافتتاحية والأعمدة والصور وتغطية الصفحة الأولى والرسوم المتحركة والتعليقات الإذاعية والتلفزيونية لرسم صورة سلبية عن المنظمة الكندية الدولية، أنا الذي تشوه بشكل خطير، قاموا بتزييف الحقيقة. فقد تردد على نطاق واسع، على سبيل المثال، أن المصري قال إن جميع الإسرائيليين الذين تزيد أعمارهم عن 18 عاما هم أهداف مشروعه للانتحاريين، هذا خطأ تماما.»
«لم تشكك وسائل الإعلام ابدا في دقة نص البرنامج الإذاعي الذي أعطى لها، بدلا من ذلك اعتمدوا على الانتقائية الشديدة المقدمة لهم، التي كانت أحادية الجانب، كانت تشير فقط إلى ملاحظاتي، لكن ليس إلى ملاحظات أبتويتزر.»
انتقد المصري الجماعات اليهودية الكندية بشأن هذا الحادث، في مقال بعنوان عندما يستهدف اليهود مسلما كنديا. اتهم المصري الكونجرس اليهودي الكندي وبناي بريث، بالضغط على جامعتي لفصلي وأن كلماته أسيء تمثيلها للجمهور بالضبط كما أراد الكونجرس اليهودي الكندي. ذكر أيضا أن رجل أعمال يهودي هدد بسحب دعمه المالي لكرسي الدراسات اليهودية.
انتقد محمد المصري تفجيرات الفنادق في طابا بمصر في عام 2004، على أساس أن بعض الضحايا هناك ليسوا إسرائيليين أثارت هذه التصريحات ردودا شديدة اللهجة من ممثلي الكونجرس اليهودي الكندي والعديد من المسلمين الكنديين البارزين. في البداية دافع المصري عن ملاحظاته، بالإصرار على أنه يشارك فقط وجهة النظر الفلسطينية المعيارية. أدى ذلك إلى توجيه اتهامات أخرى من منتقديه الذين اتهموه باستخدام الفلسطينيين كبش فداء. في رسالة إلى تورنتو ستار، نفى أنه قال ما قيل إنه قاله.

## العلاقة مع طارق فتح
صرح طارق فتح، مؤسس المؤتمر الكندي المسلم، حول الجدل الذي دار في عام 2004 بخصوص محمد المصري أن الاعتقاد بأن جميع الإسرائيليين مستهدفون هو قمة النفاق.
كما ذكر فتح أن برفض إسرائيل التنحي، أظهر محمد المصري ومجلس الهجرة الطبيعة الاستبدادية والديكتاتورية، أنه يزعم التحدث باسم 600 ألف مسلم في كندا، لكنهم غير مسؤولين أمامهم، نطالب بألا يتنكر المصري كزعيم للمجتمع.
كتب فتح عن تصريحات المصري انه اتهم خصومة المسلمين بأنهم خونه لعقيدتهم، هو ادعاء يقرأ على انه تهمة الردة بكل ما يترتب عليها من نتائج قبيحة، من المحزن أن محمد المصري وحلفائه اختاروا شهر رمضان المبارك ليطلقوا هجومهم على المسلمين التقدميين.
في يونيو عام 2006، ذكر المصري أن أربع شخصيات عامة بينهم طارق فتح، يقوموا باغتنام كل فرصة لفهم الإسلام بشكل سيء. صرح المصري على وجه التحديد بأن فتح معروف في كندا بتشويه سمعة الإسلام وعنصريته ضد المسلمين. انتقد فتح محمد المصري قائل، تهديده الكلاسيكي هو تصنيف أي شخص بالمرتد ثم تهميشه، هذا ما فعله السيد المصري بإدراجي في قائمة أفضل مسلم معادي للإسلام. قال فتح إنه يرى أن تسمية المصري بمثابة حكم بالإعدام. إلا أن بعض العلماء المسلمين اختلفوا مع توصيف فتح. قال ليونارد ليبراندي، أستاذ الدين في جامعة كارلتون، لـ CTV News أنه لا يوجد شيء إسلامي بشكل خاص في هذا، هناك اختلافات في الرأي بشكل متكرر في المجتمع. هذا لا يعني أن هناك من يقتلك.
مع ذلك، جادل فتح بأنه، في العالم الإسلامي تستخدم مزاعم الردة لإسكات المنتقدين والعاملين في مجال حقوق الإنسان وأن بعض تفسيرات الشريعة تدعو إلى قتل المرتدين. قد أجبرت مثل هذه الآراء العديد من المسلمين على القيام بذلك. يهربون من بلادهم ويلجأون إلى الدول الغربية المتسامحة مثل كندا. أن نجد أنفسنا الآن نتعرض للمضايقات في كندا من قبل بعض المسلمين هنا هذا أمر مثير للقلق ومثير للسخرية.

## الآراء والبيانات العامة

### الحرب ضد الإرهاب
أكد المصري أن الحرب على الإرهاب تستخدم في الواقع لقمع المسلمين ككل قائلا، يعتبر السياسيون الكنديون اليمينيون وأحزابهم أن الحرب على الإرهاب تعني نفس معنى الحرب ضد المسلمين.
فيما يتعلق بنوايا إدارة بوش في الشرق الأوسط، تجاه إيران أيضا، قال:
«لقد بدأ السيد بوش حربا باردة جديدة قبيحة ومن الواضح أنه يرغب في تحويلها إلى حرب ساخنة عاجلا وليس آجلا. سوف يترجم الضجيج الإعلامي والسياسي إلى عدوان حقيقي يجلب الموت والبؤس والدمار إلى دولة أخرى في الشرق الأوسط. إن الشخصية الشريرة للجشع البشري وشهوة القوة على وشك أن تثير شبحها القبيح مرة أخرى وتخضع أمة أضعف ترفض اتباع الخط الأمريكي.»
كتب المصري فيما يتعلق بالهجوم الأمريكي المحتمل على إيران، أن كل هذا جزء من أجندة بوش وشركائه المخطط لها منذ فترة طويلة ولهذا السبب لن تجد كلمة واحدة جيدة في وسائل الإعلام الأمريكية الرئيسية عن إيران، لا شيء، لا شيء، صفر. بالإضافة إلى ذلك، أضاف المصري أن عقيدة الاستعمار هي نهب ثروات الآخرين واستعبادهم، القتل الصريح لأولئك الذين يقاومون، يبدو أنه المذهب السائد في واشنطن اليوم. أن الأمريكيين مشغولون بالتحضير لمهاجمة دولة أخرى ونشر المزيد من النهب، المزيد من الموت، المزيد من المعاناة، المزيد من الدمار في إيران المجاورة.
أعلن المصري معارضته لأسامة بن لادن واصفا إياه بالمجنون والمتطرف، اتهمه هو ومساعديه بتعريض حياة العديد من المسلمين الذين يعيشون في الغرب للخطر. من المحتمل أن تغذي المشاعر المعادية للإسلام التي كانت موجودة بالفعل قبل 11 سبتمبر وتزايدت منذ 11 سبتمبر. عن بن لادن ومن معه، يقول المصري ليس لديهم سلطة دينية.

### حزب الله
كتب المصري أن حزب الله هو في الواقع حزب سياسي لبناني شيعي شرعي منظم حول مجموعة متنوعة من الأدوار والوظائف، مثل العديد من الأحزاب السياسية الأخرى. فقد طور حزبا وطنيا للمقاومة العسكرية، ليقوم بالرد على احتلال إسرائيل لجنوب لبنان.
في عام 2006، أثناء النزاع بين إسرائيل وحزب الله، حث المؤتمر الإسلامي الكندي والاتحاد العربي الكندي الحكومة الكندية على إزالة حزب الله وحماس من قائمة المنظمات الإرهابية المصنفة. كتب محمد المصري، أن الحكومة الكندية يجب أن تراجع قرارها لعام 2002، بوضع حزب الله وحماس على قائمتها للمنظمات الإرهابية المحظورة، لأن القيام بذلك هو عمل غير معقول من النفاق واستهزاء بالعدالة، لأن كندا لم تضع إسرائيل في قائمة المنظمات الإرهابية المزعومة. أشار المصري أيضا إلى أن قرار وضع حزب الله وحماس على هذه القائمة تم إملائه من قبل مجموعات المصالح الخاصة ذات الأجندات التي تتعارض مع السلام والعدالة.

### الإسلاموفوبيا
كان محمد المصري معارضا لالاسلاموفوبيا، حيث قال أن الإسلاموفوبيا اليوم ومعاداة السامية أمس متشابهان إلى حد كبير، صرح عن مخاوفه من أوجه التشابه بين معاداة السامية التاريخية في أوروبا والمشاعر الحديثة المعادية للمسلمين في الغرب. اليوم يحكم على المسلمين الكنديين بشكل جماعي على أنهم مذنبون من خلال الارتباط بكل جريمة يرتكبها مسلمون من الأفراد والمنظمات والدول، بغض النظر عن مدى كونهم غير عاديين أو غير طبيعيين أو متطرفين ففي النهاية يصنفون على أنهم إسلاميون، وأصوليون، وجهاديون، كتب المصري في رسالة إلى ناشيونال بوست يقارن الوضع الحالي بتاريخ معاداة السامية حيث وجد أن اليهود الأوروبيون مذنبين بارتكاب العديد من الجرائم، من قتل إلى أي سلوك سيء، بدءا من طبيب يهودي، جادل بأن العالم الحديث يجب أن يستخلص دروس الماضي وأن يعمل على وقف انتشار المشاعر المعادية للمسلمين خشية من أن يؤسس نفس الأساس للعنف ضد المسلمين بالطريقة التي أرست بها قرون من معاداة السامية أسس العنف ضد اليهود.

### التعددية الثقافية
في عام 2002، استنكر محمد المصري رسالة بريد إلكتروني من مسجد خالد بن الوليد حث فيها المتابعين على عدم تمنيات عيد ميلاد مجيد لأحد، مؤكدا أن ذلك بمثابة تهنئة لشخص ما على جريمة قتل وزنا. قال المصري لصحيفة ناشيونال بوست إنه بيان سخيف ولا يتبع التعاليم الإسلامية. من يقول هذا يقوله بدافع الجهل بدينه، جادل بأن توجيه تحيات عيد الميلاد هو أمر مهذب وحميم. افعل كما قال إن الإسلام يسمح لأتباعه بالزواج من مسيحيين أو يهود وأن عائلته متعددة الأديان. أولادي أعمام وخالات مسيحيون ونتمنى لهم عيد ميلاد سعيد ونتمنى لنا أيضا عيدا سعيدا.
يقول المصري أن الإدارة العامة للجوازات وإدارة الهجرة يدعمان التكامل الذكي حيث يمكن للمسلمين ممارسة دينهم، يمكنهم أيضا المشاركة في تعزيز رفاهية وطنهم كندا.

### المحاكم الشرعية
في عام 2005، أيد الكونجرس الإسلامي الكندي توصيات ماريون بويد بأن تسمح حكومة أونتاريو بالمحاكم الشرعية التي يمكن للمسلمين أن يقدموا إليها طواعية النزاعات المدنية والتي سيكون لنتائجها وزن قانوني بموجب قانون التحكيم. عارض المؤتمر المسلم الكندي والمجلس الكندي للمرأة المسلمة وجماعات النساء غير المسلمات. انتهى الأمر برفض الاقتراح وإلغاء محاكم التحكيم الدينية القائمة لليهود والمسيحيين في هذه العملية.
كتب محمد المصري، فيما يتعلق بمعارضة المسلمين المعتدلين لإدخال المحاكم الشرعية في كندا، لا ينبغي على المسلمين الكنديين التسبب في السخرية من دينهم علانية والتشهير بالنبي والسخرية من القرآن وشن حملات صليبية غير مدروسة لتشويه قانونهم الإسلامي.
طالب الكونجرس الكندي المسلم الإدارة العامة للجوازات والهجرة الكندية بالاعتذار عن الاتهامات الكاذبة وانهم ينتقدون الشريعة، يشوهون الإسلام ويسخرون من القرآن ويسبون محمد المصري. ذكرت هيئة تحدي الألفية أن محمد المصري اتهم المجموعة بالتجديف، هي جريمة يعاقب عليها بالإعدام في عدة دول إسلامية. كتب مجموعة عملاء مركز تحدي الألفية أن اتهامات محمد المصري الزائفة عرضت هؤلاء الأعضاء النشطين والديناميكيين والبارزين في الجالية المسلمة الكندية وعائلاتهم لعواقب وخيمة للغاية. أنت محمد المصري لقد شوهت سمعتهم الحسنة وعرضتهم للسخرية والكراهية داخل مجتمعاتهم في كندا.
كما أعرب بعض أعضاء هيئة تحدي الألفية عن قلقهم من أنهم سيتم اعتقالهم إذا سافروا إلى دول إسلامية معينة.
ورد المصري بالقول إن الإسلام لا يوجد به ما يعاقب على إدانة الدين أو الكتاب المقدس أو محمد، ورفض فكرة أن كلمات محمد المصري يمكن أن تفسر على أنها حكم بالإعدام إن هذا هراء.

### كاريكاتير محمد الدنماركي
حث محمد المصري على الرد المعتدل على الرسوم الكاريكاتورية الدنماركية للنبي الإسلامي محمد، التي نشرت في عام 2005. أدى الغضب من الرسوم إلى مسيرات عنيفة وهجمات على المؤسسات الدنماركية في أوروبا والعالم الإسلامي. شجع محمد المصري المسلمين الكنديين على أن يكون لديهم رد منضبط وهادئ يتكون من كتابة رسائل إلى رئيس التحرير والحكومة الدنماركية. كما حث المسلمين على الانخراط في التوعية من خلال دعوة غير المسلمين إلى منازلهم وفتح مساجد في المنازل. قال محمد المصري عن المظاهرات.
«أثناء المظاهرات لن يكون لديك سيطرة على من سيفعل ماذا. قد تظهر الأطراف المعادية للمسلمين أو المؤيدين لحرية التعبير ويمكن أن تتحول مباراة الصراخ إلى العنف. بدلا من ذلك شجعنا نهجا أكثر نشاطا لمناشدة الحكومة للاعتراف بمعاداة الإسلام بالطريقة التي تتعامل بها مع معاداة السامية».

### العهد القديم يعلم العنف
في تعليق محمد المصري في يونيو عام 2006، على قرار يونايتد تشيرش، في كندا، بإعادة إصدار قرار بتصفية الشركات الإسرائيلية، قال المصري، أن انتقال كنيسة تورونتو المتحدة هو تحرك أخلاقي. لكن هل هذا صحيح في كتابه المقدس، العهد الجديد بقدر ما تصدق حملة إسرائيل للموت والدمار والبؤس ضد الفلسطينيين تحت احتلالها في كتابها المقدس. العهد القديم يبدو أن العديد من القادة السياسيين في الغرب المسيحي لا يعيشون تعاليم كتابهم المقدس بينما إسرائيل تعيش تعليمها الخاص.
أيد المصري هذا الرأي من خلال الاستشهاد بكتاب 1953 الحرب والإنجيل لمدافع السلام الفرنسي جان لاسير، بالاعتماد على وجهة نظر لاسير القائلة بأن العهد القديم يتجاهل عموما احترام الحياة البشرية، ذلك الحب غير المشروط، ذلك اللاعنف، هو المناخ العام للعهد الجديد. قد صرح سابقا أن قلة قليلة من الناس تقترح بصدق أن التوراة التي هي جزء من العهد القديم تعاقب على العنف. السبب بالطبع هو أن هذه الآيات وما شابهها كثيرا تخضع لتفسيرات وافتراضات سياقية مختلفه.

### نقد
انتقد محمد المصري مقال في صحيفة أراب أمريكان نيوز قائلا، كانت زلاته الأولى هي الخلاف في أكتوبر عام 2004، هي التصريح بأن قسوة إسرائيل يمكن تفسيرها بحقيقة أن العهد القديم مليء بتبرير الأعمال الدموية التي قام بها العبرانيون القدماء. النتيجة الطبيعية التي لا مفر منها هي أن كل اليهود قساة. بالطبع، ملاحظاته فيها عيوب عديدة. حتى ولو قمنا بتوصيف العهد القديم في الوقت الحالي، فهذا لا يعني أن كل من يدعي اتباعه يرونه بهذه الطريقة ويتصرفون وفقا لذلك. ثانيا أن التقييم الأكثر واقعية لهذه الكتب المقدسة يجب أن ندرك أنها تحتوي على أعمال العديد من المؤلفين الذين لديهم وجهات نظر مختلفة تم إنتاجها على مدى قرون عديدة، غالبا ما تكون الأعمال اللاحقة أكثر تعقيدا. عاموس الذي يعلن لندع العدل ينزل مثل المياه والبر مثل جدول دائم التدفق، يصعب وصفه بأنه متعطش للدماء. أخيرا، يعتبر رأي المصري في العهد القديم غير إسلامي. يعرف القرآن بعض الآباء في الكتب اليهودية بأنهم أنبياء، يتحدث باحترام عن اليهود والمسيحيين على أنهم أهل الكتاب.
انتقد بناي بريث المصري بشدة، مشيرا في بيان صحفي إلى أن أطروحة المصري القائلة بأن العهد القديم هو السبب الجذري لكل الكراهية والعنف في العالم هي هجوم على جوهر اليهودية.

### الجالية اليهودية الكندية
في مقال كتبه محمد المصري في يونيو عام 2007، انتقد المثقفين اليهود الكنديين بسبب انتقالهم إلى يمين الطيف السياسي. كتب المصري أن العدالة الاجتماعية كان لها في يوم من الأيام أصدقاء مخلصون بين اليهود الكنديين، مستشهدا بديفيد لويس على وجه الخصوص، لكنه جادل اليوم بأن العديد من المثقفين اليهود الكنديين يهاجمون سياسات كندا فيما يتعلق بالتعددية الثقافية والهجرة وما يعتبرونه استسلاما فيدرالا للسكان الأصليين. لم يعودوا يتحدثون علانية ضد تدهور الحريات المدنية في هذا البلد وأن أجندتهم السياسية اقتربت أكثر فأكثر من أجندة اليمين المتطرف.
في مقال كتبه عزرا ليفانت ناشر صحيفة وسترن ستاندارد في صحيفة ناشيونال بوست، يتهم محمد المصري بالعداء تجاه اليهود. استشهد ليفانت باجتماع الرابطة الكندية للصحفيين في هاليفاكس في مايو عام 2005، حيث جلس في حلقة نقاش مع المصري. خلال الاجتماع، ادعى المشرق أن المصري انخرط في صراع طويل ضد الذين يسيطرون على الإعلام وهم الذين في قمة العالم ويبقون المسلمين في القاع، حول كيف كانت تعليقاتهم مشبوهة لأنني أيضا كنت من هؤلاء الذين في قمة العالم. رد محمد المصري على اتهامه بمعاداة السامية قال أن المنظمة الكندية الدولية كانت أول منظمة غير حكومية كندية غير يهودية تدين الحوادث المعادية للسامية التي ارتكبت ضد العديد من المؤسسات اليهودية في مونتريال.

### إسرائيل والفلسطينيون
أشار المصري إلى إسرائيل باسم الفصل العنصري الإسرائيلي وأشاد الناشط الإسرائيلي يوري ديفيس انه عمل على كشف الحقيقة الحقيقية وراء ما يسمى بديمقراطية إسرائيل. ذكر المصري أن عمل يوري ديفيس يوضح لأي شخص يفكر أن الفصل العنصري في إسرائيل ونظام الفصل العنصري في جنوب إفريقيا متشابهان بشكل ملحوظ. كما دعا المصري بريطانيا إلى الاعتذار للفلسطينيين عن دورها في إنشاء إسرائيل واستخدامها للعنف العسكري والحيل السياسية والتأثير الاقتصادي لإلحاق أجيال من الظلم والدمار والبؤس والموت وطرق خططهم بالسكان الأصليين الذين يعيشون في فلسطين.
قال المصري أن اللوبي المؤيد لإسرائيل يسعى باستمرار لتشويه سمعة أي شخص يجرؤ على قول الحقيقة بشأن الفظائع الإسرائيلية ضد الفلسطينيين الأصليين. كتب أيضا أن الصهيونية كأيديولوجية سياسية نجحت في بناء دولة فصل عنصري لليهود، حي اليهود تم فصله عن جيرانه الفلسطينيين عن طريق بناء جدار أمني وحشي من الناحية الجمالية، من خلال القوة العسكرية المركزية، الاعتماد الاقتصادي على الدعم الغربي، التجنيد العسكري الإجباري والتدريب على القتل بالأسلحة، نظام التعليم القائم على الكراهية للأطفال اليهود الذي يعلمهم احتقار أي شخص وأي شيء فلسطيني أو عربي أو مسلم.
اعترف المصري بتنوع الآراء بين الإسرائيليين، قائلا إن العديد من الإسرائيليين يدركون الآن أن الاحتلال والمستوطنات عقبتان أمام السلام.
دعا محمد المصري إلى حل الدولتين فلسطين وإسرائيل وانسحاب إسرائيل إلى حدود ما قبل عام 1967، أشاد بالزعيم المصري محمد أنور السادات لصنعه السلام مع إسرائيل مقابل انسحابها من صحراء سيناء. كتب المصري في أبريل 2008، أن هؤلاء الفلسطينيين الذين يعارضون حل الدولة الواحدة هم أولئك الذين يعتقدون أن حل الدولتين على وشك الحدوث، هذا ما روج له الرئيس الأمريكي جورج دبليو بوش.
صرح المصري بأن لا حرج في حل الدولة الواحدة، اقترح أن مثل الدولة يمكن أن تقسم مناصب القوة الرئيسية بين اليهود والعرب. على سبيل المثال، يمكن لليهود أن يكونوا مسئولين عن الجيش والعرب يعتنون بالشرطة. يمكن أن تكون مناصب الرئيس ورئيس الوزراء ورئيس البرلمان أن تكون بالتناوب بين العرب واليهود. يضيف المصري أن حل الدولة الواحدة لن يحدث أبدا في المستقبل المنظور، بالطبع لأن الولايات المتحدة ملتزمة بالحفاظ ليس فقط على دولة يهودية آمنة، بل أيضا على إمبراطورية يهودية صغيرة متوسعة تم تشكيلها من الأراضي الفلسطينية المحتلة بشكل غير قانوني.
في مقال كتبه الميثاق الكندي في يونيو عام 2009، كتب المصري أن الإسرائيليين تلقنوا الصهيونية وأن العسكرة العنيفة ليست مجرد فكرة صهيونية بل هي ضرورة اقتصادية واجتماعية. في مقال لاحق كتب أن اليهود الصهاينة في الغرب يخلقون ويشجعون ويدعمون الحروب في أفغانستان والعراق ويهتفون للسياسيين العنصريين المناهضين للهجرة في كندا وأوروبا. وصف اليهود الصهاينة بأنهم أعداء حرية التعبير في المدارس والجامعات والجمهور بوجه عام وزعم أن الإعلام الغربي يمنح الصهاينة الظالمين منصة تسمح لهم باستغلال الهولوكوست وشن حملات تضليل.

### جويل كوفيل
في أبريل 2008، أشاد المصري بجويل كوفيل لكتابه التغلب على الصهيونية بإنشاء دولة ديمقراطية واحدة في إسرائيل وفلسطين. ذكر المصري أنه في الذكرى الستين لتأسيس دولة إسرائيل، فإن كتاب كوفيل يجب أن يقرأ في هذه المناسبة الصعبة والمرة. كما ذكر المصري أن الكراهية التي تحرك المواقف الصهيونية تجاه الفلسطينيين وأن كوفيل يشير بشكل مقنع إلى أن التناقضات الداخلية للصهيونية أدت إسرائيل إلى تطوير عنصريتها التي ترعاها الدولة وأن الصهيونية والديمقراطية غير متوافقين بشكل أساسي. اختتم المصري حديثه بالقول إن سبب دفن كتاب كوفيل هو أن صحافتنا الحرة وشبكات البث مجانية فقط لمن يمتلكونها ويستخدمون سلطتهم للتعبير عن آرائهم، وهذه خسارة محزنة للجميع.

### روبرت موغابي
في يوليو عام 2008، كتب المصري في مقال افتتاحي لصحيفة مونتريال غازيت، عن روبرت موغابي بأنه أحمق ولكنه ليس أسوأ من العديد من القادة في العالم النامي وتساءل لماذا قامت العديد من وسائل الإعلام الغربية، بما في ذلك الكندية، بإرسال مراسليهم لتغطية انتخابات في بلد أفريقي فقير بعيد يبلغ عدد سكانه حوالي 13 مليون، الإجابة هي أن موغابي مكروه من قبل البريطانيين الآن لأنه كان مكروها في عام 1980 عندما تم انتخابه أول رئيس لزيمبابوي الحرة، بعد 90 عاما من الاستعمار البريطاني تحت اسم روديسيا. أشاد المصري بموغابي لمحاولته تنفيذ إصلاح زراعي لإعادة توزيع أراضي على حوالي 5000 مزارع أسود في بلاده، قال إن انهيار اقتصاد زيمبابوي والتضخم المتفشي هما نتيجة العقوبات الغربية وليس بسبب مصادرة أراضي موغابي. وانتقد المصري وسائل الإعلام الغربية لعدم نشرها أن موغابي كان ولا يزال يحظى بشعبية خاصة في المناطق الريفية، قد أكسبه إصلاحه الزراعي الدعم بين شعبه.
انتقد محمد المصري من قبل دي سوزا بسبب هذا المقال، حيث كتب أن موغابي رجل منعزل لدرجة أن زملائه الديكتاتوريين الأفارقة نأوا بأنفسهم عنه. كتب دي سوزا أيضا أنه لو لم يمثل المصري نفسه على أنه رئيس مسلم محترف في كندا، لكان احتفال السيد المصري بالسيد موغابي أمرا لا يصدق.

### الشذوذ الجنسي
في عام 2004، شجع رئيس وزراء أونتاريو دالتون ماكجينتي الآباء المسلمين على السماح لأطفالهم بحضور فصول المدارس العامة التي تشمل تعليم التسامح مع المثليين والمثليات. اعترف المصري بأن تعليم التسامح في سن مبكرة أمر لا بد منه، لكن عليك أن توازن بين ذلك وبين الظهور بأنك لا تروج لقيم معينة.
في فبراير عام 2005، كتب المصري على موقع IslamOnline.net اعتقد أن مسؤوليات المسلمين الكنديين هي التأكيد على التعليم في مجتمعهم وكذلك المجتمعات الدينية الأخرى أن المثلية الجنسية تتعارض مع القانون الطبيعي للخالق، أنها ضاره بالجسد والعقل وروح الإنسان.

### عمر خضر
في يوليو عام 2008، كتب المصري أن رئيس الوزراء الكندي ستيفن هاربر يلعب بالسياسة ولا يزال غير مبال بسجن عمر خضر في معتقل خليج غوانتانامو لأن هاربر كان قد حسب أن رفض الضغط على واشنطن من أجل عودة خضر سيسجل له نقاطا سياسية. أضاف المصري أن هذا هو المكان الذي يأتي فيه القائد ليقول، هذا خطأ حقا ويجب علي تصحيح هذا الخطأ من خلال إعادة هذا الشخص إلى كندا حتى لو خسرت بعض النقاط السياسية مع الذين يرفضون الإسلام. يلعب السيد هاربر بالسياسة بسبب خلفية الإسلاموفوبيا في هذا البلد عليه أن يتفوق على ذلك.
قارن المصري قضية خضر بقضية المواطن البريطاني الكندي ويليام سامبسون، الذي أطلق سراحه من عقوبة الإعدام في المملكة العربية السعودية عام 2003. كتب المصري على وجه التحديد ما يلي.
«لماذا ستيفن هاربر غير مبال بقسوة بقضية عمر خضر، الأمر واضح بشكل مؤلم وليام سامبسون غربي أبيض بينما المواطن الكندي عمر خضر ذو بشرة سمراء ومسلم».
صرح المصري لاحقا أنه كان يحاول شرح موقف هاربر من الملف ولم يتهم رئيس الوزراء بالتحيز ضد المسلمين.
رد كوري تينيكي، مدير الاتصالات في هاربر، أنه إذا كان هناك حزب يلعب بالسياسة مع هذه القضية، فمن المؤكد أنه ليس حزب المحافظين، فالحزب الليبرالي ينقض موقفه الذي كان يحتفظ به لعدد من السنوات أثناء وجوده في الحكومة فيما يتعلق بـ كيف يجب التعامل مع التهم الخطيرة الموجهة للسيد خضر. لقد تأخرنا كثيرا في هذه العملية، الآن سيكون من غير المناسب إجراء تغيير. لم يعلق تينيكي تحديدا على كلام المصري.

### البيئة
في أغسطس عام 2008، اقترح المصري أن يبيع ستيفان ديون خطة التحول الأخضر للكنديين إذا استخدم رسوما إضافية خضراء أيضا. كما اقترح أن تحذو كندا حذو أوروبا بدلا من الولايات المتحدة عندما يتعلق الأمر بالبيئة.

### العبودية في الإسلام
في مقال كتبه المصري في الميثاق الكندي في أغسطس عام 2009، يعلم الإسلام أن العبيد الذين كانوا في ذلك الوقت نتيجة الحروب، سواء كانوا أفارقة أم لا يجب أن يعاملوا معاملة حسنه وأن يطلق سراحهم في أسرع وقت ممكن، كما يعلم الإسلام أن العبيد يمكنهم شراء حريتهم. هكذا برع الكثير منهم في أن يصبحوا معلمين وحتى علماء، يعلم الإسلام أن العبد ضحية لظروف ما وينبغي مساعدتهم على أن يكونوا احرار ومعاملتهم تكون عادلة. التجارة في العبيد خطيئة. هذا على عكس تعاليم الكتاب المقدس، أيها العبيد أطيعوا سادة الأرض بخوف ورعده.
كتب جوناثان كاي في ناشيونال بوست، واصفا تصريحات المصري بأنها ارتقاء سخيف للإسلام عن المسيحية، أشار كاي إلى أن المسيحيين المتدينين قادوا حركة إلغاء العبودية في الغرب في القرنين الثامن عشر والتاسع عشر، بينما استمرت العبودية في العالم العربي حتى القرن العشرين وما زالت تمارس. في أجزاء من أفريقيا الإسلامية مثل السودان. سأل كاي، ما الذي يمكن أن يفعله رجال القبائل المسيحيون في جنوب السودان الذين تم اختطافهم وتحويلهم غصبا إلى الإسلام واستعبادهم من قبل المسلمين العرب في السنوات الأخيرة.

## طالع أيضًا
- طارق فتح

## وصلات خارجية
- الصفحة الرئيسية لمحمد المصري بجامعة واترلو.
- مقال المصري على سي بي سي في أكتوبر 2004.
- مقال للمصري عن جدل أكتوبر.
- مقال تورنتو ستار حول تصريحات المصري في أكتوبر 2004
- مقال المصري عن جدل أكتوبر 2004.